# Kvalifikace na Mistrovství světa ve fotbale 1974 (CAF)
Kvalifikace na Mistrovství světa ve fotbale 1974 zóny CAF určila jednoho účastníka závěrečného turnaje.
V africké kvalifikaci čekaly na 24 účastníků čtyři kvalifikační fáze. V prvních třech fázích se hrálo vyřazovacím systémem doma a venku. Tři týmy postupující do čtvrté fáze utvořily jednu skupinu, ve které se utkaly systémem dvoukolově každý s každým doma a venku. Vítěz skupiny postoupil na MS.

## První fáze
| Datum                      | Domácí  | Výsledek | Hosté   |
| -------------------------- | ------- | -------- | ------- |
| 19. listopadu 1972, Agadir | Maroko  | 0 – 0    | Senegal |
| 3. prosince 1972, Dakar    | Senegal | 1 – 2    | Maroko  |

Maroko postoupilo do druhé fáze díky celkovému vítězství 2-1.
| Datum                    | Domácí   | Výsledek | Hosté    |
| ------------------------ | -------- | -------- | -------- |
| 2. března 1972, Alžír    | Alžírsko | 1 – 0    | Guinea   |
| 12. března 1972, Conakry | Guinea   | 5 – 1    | Alžírsko |

Guinea postoupila do druhé fáze díky celkovému vítězství 5-2.
| Datum                    | Domácí  | Výsledek | Hosté   |
| ------------------------ | ------- | -------- | ------- |
| 8. prosince 1972, Káhira | Egypt   | 2 – 1    | Tunisko |
| 17. prosince 1972, Tunis | Tunisko | 2 – 0    | Egypt   |

Tunisko postoupilo do druhé fáze díky celkovému vítězství 3-2.
| Datum                    | Domácí            | Výsledek | Hosté             |
| ------------------------ | ----------------- | -------- | ----------------- |
| 15. října 1972, Freetown | Sierra Leone      | 0 – 1    | Pobřeží slonoviny |
| 29. října 1972, Abidžan  | Pobřeží slonoviny | 2 – 0    | Sierra Leone      |

Pobřeží slonoviny postoupilo do druhé fáze díky celkovému vítězství 3-0.
| Datum                      | Domácí | Výsledek | Hosté |
| -------------------------- | ------ | -------- | ----- |
| 16. července 1972, Nairobi | Keňa   | 2 – 0    | Súdán |
| 23. července 1972, Chartúm | Súdán  | 1 – 0    | Keňa  |

Keňa postoupila do druhé fáze díky celkovému vítězství 2-1.
| Datum                             | Domácí   | Výsledek | Hosté    |
| --------------------------------- | -------- | -------- | -------- |
| 25. listopadu 1972, Dar es Salaam | Tanzanie | 1 – 1    | Etiopie  |
| 3. prosince 1972, Addis Abeba     | Etiopie  | 0 – 0    | Tanzanie |

Celkové skóre dvojzápasu bylo 1-1. O postupu rozhodl dodatečný zápas.
| Datum                          | Domácí  | Výsledek | Hosté    |
| ------------------------------ | ------- | -------- | -------- |
| 10. prosince 1972, Addis Abeba | Etiopie | 3 – 0    | Tanzanie |

Etiopie postoupila do druhé fáze.
| Datum                  | Domácí  | Výsledek | Hosté   |
| ---------------------- | ------- | -------- | ------- |
| 30. dubna 1972, Maseru | Lesotho | 0 – 0    | Zambie  |
| 4. června 1972, Ndola  | Zambie  | 6 – 1    | Lesotho |

Zambie postoupila do druhé fáze díky celkovému vítězství 6-1.
| Datum                       | Domácí            | Výsledek | Hosté             |
| --------------------------- | ----------------- | -------- | ----------------- |
| 5. srpna 1972, Ibadan       | Nigérie           | 2 – 1    | Konžská republika |
| 15. srpna 1972, Brazzaville | Konžská republika | 1 – 1    | Nigérie           |

Nigérie postoupila do druhé fáze díky celkovému vítězství 3-2.
| Datum                    | Domácí | Výsledek | Hosté |
| ------------------------ | ------ | -------- | ----- |
| 18. června 1972, Cotonou | Benin  | 0 – 5    | Ghana |
| 2. července 1972, Kumasi | Ghana  | 5 – 1    | Benin |

Ghana postoupila do druhé fáze díky celkovému vítězství 10-1.
| Datum                     | Domácí | Výsledek | Hosté |
| ------------------------- | ------ | -------- | ----- |
| 6. června 1972, Lomé      | Togo   | 0 – 0    | Zair  |
| 20. června 1972, Kinshasa | Zair   | 4 – 0    | Togo  |

Zair postoupil do druhé fáze díky celkovému vítězství 4-0.
- Madagaskar se vzdal účasti, takže  Mauricius postoupil do druhé fáze bez boje.
- Gabon se vzdal účasti, takže  Kamerun postoupil do druhé fáze bez boje.

## Druhá fáze
| Datum                   | Domácí | Výsledek | Hosté  |
| ----------------------- | ------ | -------- | ------ |
| 11. února 1973, Conakry | Guinea | 1 – 1    | Maroko |
| 25. února 1973, Tetouan | Maroko | 2 – 0    | Guinea |

Maroko postoupilo do třetí fáze díky celkovému vítězství 3-1.
| Datum                   | Domácí            | Výsledek | Hosté             |
| ----------------------- | ----------------- | -------- | ----------------- |
| 11. února 1973, Tunis   | Tunisko           | 1 – 1    | Pobřeží slonoviny |
| 25. února 1973, Abidžan | Pobřeží slonoviny | 2 – 1    | Tunisko           |

Pobřeží slonoviny postoupilo do třetí fáze díky celkovému vítězství 3-2.
| Datum                         | Domácí    | Výsledek | Hosté     |
| ----------------------------- | --------- | -------- | --------- |
| 10. prosince 1972, Port Louis | Mauricius | 1 – 3    | Keňa      |
| 17. prosince 1972, Nairobi    | Keňa      | 2 – 2    | Mauricius |

Keňa postoupila do třetí fáze díky celkovému vítězství 5-3.
| Datum                      | Domácí  | Výsledek | Hosté   |
| -------------------------- | ------- | -------- | ------- |
| 1. dubna 1973, Addis Abeba | Etiopie | 0 – 0    | Zambie  |
| 15. dubna 1973, Lusaka     | Zambie  | 4 – 2    | Etiopie |

Zambie postoupila do třetí fáze díky celkovému vítězství 4-2.
| Datum                 | Domácí  | Výsledek | Hosté   |
| --------------------- | ------- | -------- | ------- |
| 10. února 1973, Lagos | Nigérie | 0 – 2*   | Ghana   |
| 25. února 1973, Accra | Ghana   | 0 – 0    | Nigérie |

(*) Zápas byl předčasně ukončen za stavu 2:3 kvůli řádění fanoušků. FIFA následně rozhodla o kontumaci 0:2.
Ghana postoupila do třetí fáze díky celkovému vítězství 2-0.
| Datum                    | Domácí  | Výsledek | Hosté   |
| ------------------------ | ------- | -------- | ------- |
| 4. února 1973, Douala    | Kamerun | 0 – 1    | Zair    |
| 25. února 1973, Kinshasa | Zair    | 0 – 1    | Kamerun |

Celkové skóre dvojzápasu bylo 1-1. O postupu rozhodl dodatečný zápas.
| Datum                    | Domácí | Výsledek | Hosté   |
| ------------------------ | ------ | -------- | ------- |
| 27. února 1973, Kinshasa | Zair   | 2 – 0    | Kamerun |

Zair postoupil do třetí fáze.

## Třetí fáze
| Datum                    | Domácí            | Výsledek | Hosté             |
| ------------------------ | ----------------- | -------- | ----------------- |
| 20. května 1973, Abidžan | Pobřeží slonoviny | 1 – 1    | Maroko            |
| 3. června 1973, Tetouan  | Maroko            | 4 – 1    | Pobřeží slonoviny |

Maroko postoupilo do čtvrté fáze díky celkovému vítězství 5-2.
| Datum                   | Domácí | Výsledek | Hosté  |
| ----------------------- | ------ | -------- | ------ |
| 12. srpna 1973, Ndola   | Zambie | 2 – 0    | Keňa   |
| 19. srpna 1973, Nairobi | Keňa   | 2 – 2    | Zambie |

Zambie postoupila do čtvrté fáze díky celkovému vítězství 4-2.
| Datum                    | Domácí | Výsledek | Hosté |
| ------------------------ | ------ | -------- | ----- |
| 5. srpna 1973, Accra     | Ghana  | 1 – 0    | Zair  |
| 19. srpna 1973, Kinshasa | Zair   | 4 – 1    | Ghana |

Zair postoupil do čtvrté fáze díky celkovému vítězství 4-2.

## Čtvrtá fáze
| Poř. | Tým    | B | Z | V | R | P | VG | IG | +/- |
| ---- | ------ | - | - | - | - | - | -- | -- | --- |
| 1    | Zair   | 8 | 4 | 4 | 0 | 0 | 9  | 1  | 8   |
| 2    | Zambie | 2 | 4 | 1 | 0 | 3 | 5  | 6  | -1  |
| 3    | Maroko | 2 | 4 | 1 | 0 | 3 | 2  | 9  | -7  |

| Datum                        | Domácí | Výsledek | Hosté  |
| ---------------------------- | ------ | -------- | ------ |
| 21. října 1973, Lusaka       | Zambie | 4 – 0    | Maroko |
| 4. listopadu 1973, Lusaka    | Zambie | 0 – 2    | Zair   |
| 18. listopadu 1973, Kinshasa | Zair   | 2 – 1    | Zambie |
| 25. listopadu 1973, Tetouan  | Maroko | 2 – 0    | Zambie |
| 9. prosince 1973, Kinshasa   | Zair   | 3 – 0    | Maroko |
| 23. prosince 1973            | Maroko | 0 – 2*   | Zair   |

(*) Maroko vzdalo a zápas byl zkontumován.
Zair postoupil na Mistrovství světa ve fotbale 1974.